# ХАЗ А103 Руслан
ХАЗ А-103 "Руслан" — автобус середнього класу, призначений для перевезень пасажирів у місті і на середні відстані. Пасажиромісткість становить 60 осіб, в т.ч. 30 місць для сидіння. 
23 травня Торговий Дім "АнтоРус" брав участь у міжнародній виставці SIA-2006, де був представлений новий експериментальний автобус середнього класу "Руслан" розроблений в НТЦ "АнтоРус" на базі шасі NISSAN Dong Feng. 
8,5-метровий автобус базується на шасі Nissan Dong Feng, укомплектований 4,2-літровим дизелем і АБС. Новинка дозволяє експериментувати з компонуванням салону, створювати накопичувальні майданчики, варіювати числом сидінь. 
Автобус був визнаний найкращим у своєму класі і отримав диплом "Найкращий автобус для Громадського транспорту".
У 2008 році розроблено туристичний автобус "Руслан" А-103.02.

## Модифікації
- ХАЗ А-103.1 "Руслан" — міський автобус, двигун Nissan YC4E150-20 потужністю 143 к.с., 60 місць (всього виготовили близько 40 автобусыв).
- ХАЗ А-103.2 "Руслан" — туристичний автобус, двигун Nissan YC4E150-20 потужністю 143 к.с., 34 сидячих місць (всього виготовили 3 автобуси).

## Конкуренти
- ЗАЗ А10С І-Ван
- Богдан А302
- Стрий Авто А102